# Attentato del caffè Apropo
L'attentato del caffè Apropo fu un attentato suicida palestinese avvenuto il 21 marzo 1997 in un caffè di Tel Aviv, in Israele. Tre donne furono uccise nell'attacco e 48 rimasero ferite.

## L'attacco
L'attacco avvenne il 21 marzo 1997, alla vigilia della festa di Purim, intorno alle 13:40 locali, quando un attentatore suicida palestinese fece esplodere un ordigno esplosivo nascosto in una borsetta all'ingresso della caffetteria "Apropo" a Tel Aviv. L'esplosione uccise tre giovani donne 32enni, una di loro era incinta di tre mesi.

## Responsabile
L'autore venne identificato come Musa Abd al-Qadir Ghanimat, del villaggio di Surif in Cisgiordania. Era membro di una cellula di Hamas gestita da un parente, Ibrahim Ghanimat, che fu catturato nel 2005. La cellula, a volte chiamata "squadra Surif", fu anche responsabile di altri attacchi contro obiettivi israeliani.

## Conseguenze
Dopo l'attacco, la direzione dell'intelligence militare israeliana trovò per la prima volta prove chiare che il leader palestinese Yasser Arafat stava incoraggiando e avviando attacchi militanti contro i civili israeliani all'interno di Israele al fine di far avanzare i negoziati con Israele.
Un monumento fu posizionato vicino al luogo dell'attacco, creato dall'artista Eliezer Weishoff. Il monumento raffigura tre rose tagliate.
L'attacco è ricordato tra il pubblico israeliano, in parte, per la foto scattata a una bambina di sei mesi in costume da clown sopravvissuta all'attacco perché salvata dalla madre, che la proteggeva con il suo corpo dall'esplosione. Nel gennaio 2015, la bambina della fotografia, da allora identificata come Shani Winter, si è unita alle forze di difesa israeliane, accompagnata dalla stessa poliziotta stradale che l'ha portata nella foto.